# 胡戈·布丁格
胡戈·布丁格（德語：Hugo Budinger，1927年6月10日—2017年10月7日），德国男子曲棍球运动员。他曾代表德国、德国联队参加1952年、1956年和1960年夏季奥林匹克运动会曲棍球比赛，获得一枚铜牌。